# Charles-Auguste Lebourg
Pour les articles homonymes, voir Lebourg.
Charles-Auguste Lebourg, né le 31 janvier 1829 à Nantes  et mort le 24 février 1906 à Paris 17e, est un sculpteur français.

## Biographie
Charles-Auguste Lebourg, né à Nantes d'un père libraire, est l'élève de François Rude et d'Amédée Ménard à l'École des beaux-arts de Paris. Il  travaille à la décoration du palais du Louvre, sous la direction d'Hector-Martin Lefuel, à la reconstruction du pavillon de Marsan (1874), à l'église de la Trinité et à la reconstruction de hôtel de ville de Paris. Il partage son temps entre Paris et son atelier de Nantes. Sculpteur ornemental, il réalise également des bustes et une statue équestre de Jeanne d'Arc pour Nantes. 
Son œuvre la plus connue est la création des cariatides de la fontaine Wallace éditée par la fonderie d'art du Val d'Osne en 1872. Cinq de ces fontaines sont à Nantes, une centaine à Paris et de nombreuses autres dispersées de par le monde. 
Malgré tout, Lebourg n'obtient pas une notoriété suffisante et meurt dans la misère, à Paris, en 1906. Il est inhumé au cimetière parisien de Saint-Ouen (division 32, 1/74).

Les quatre cariatides de la fontaine Wallace (1872)
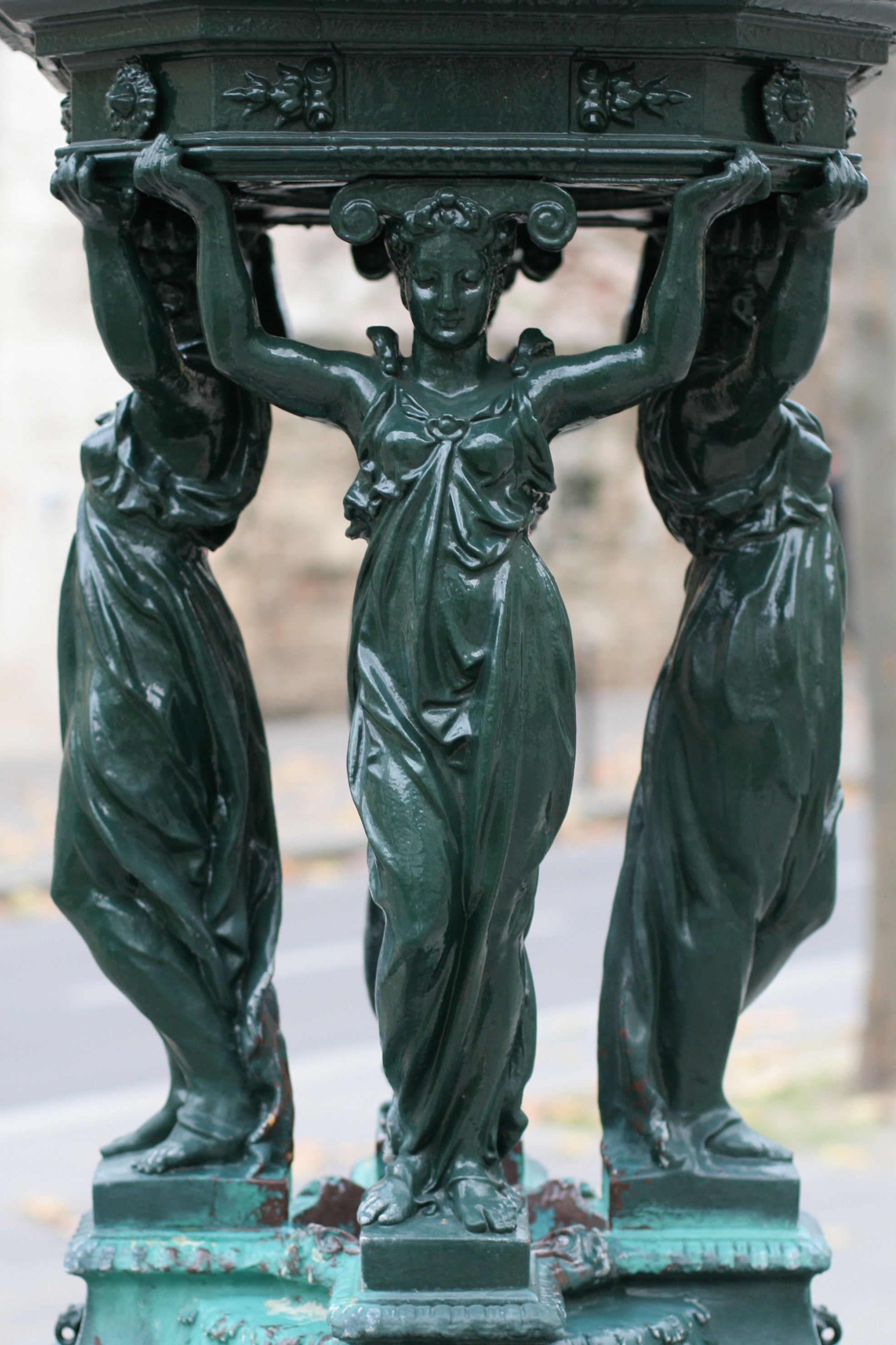
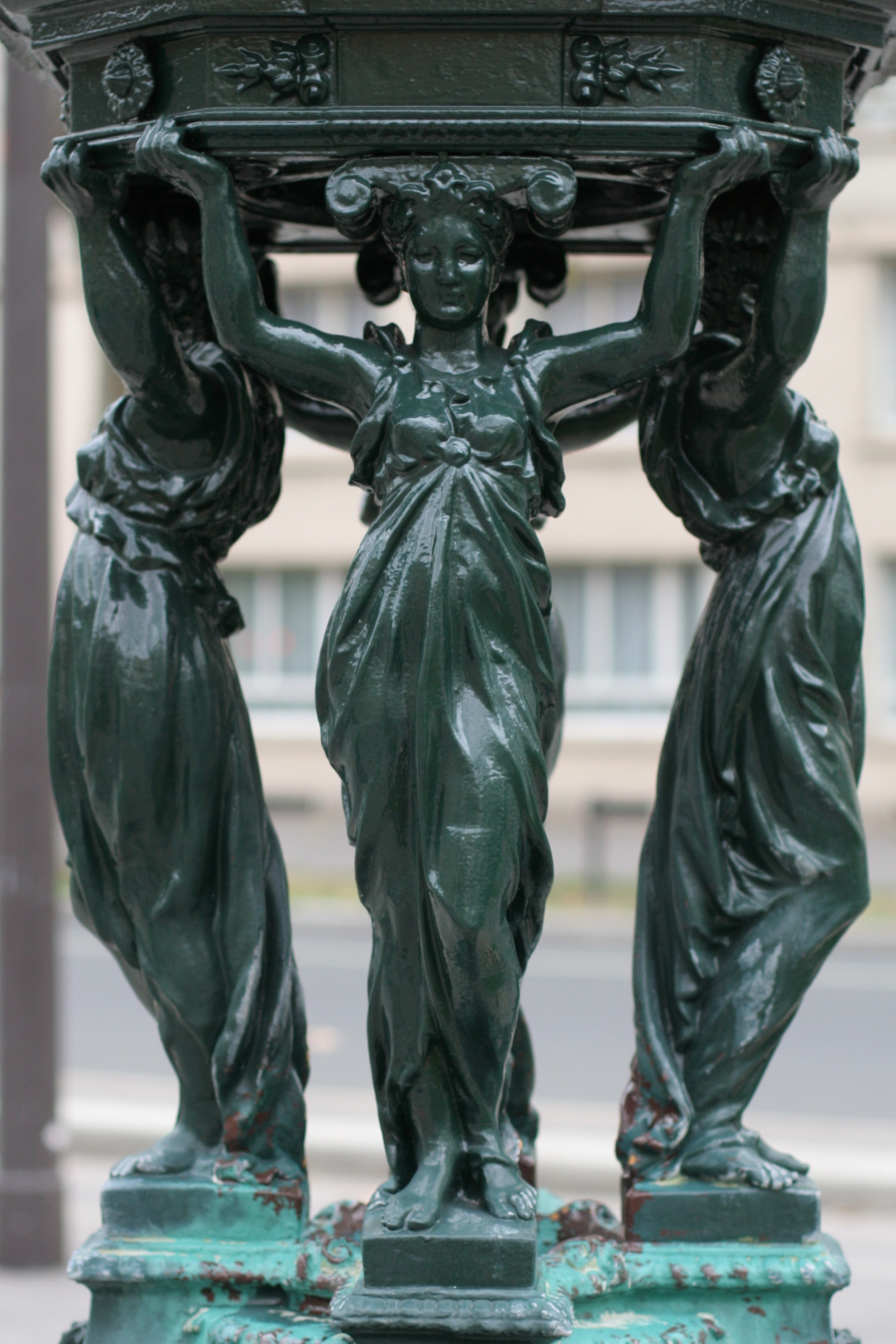
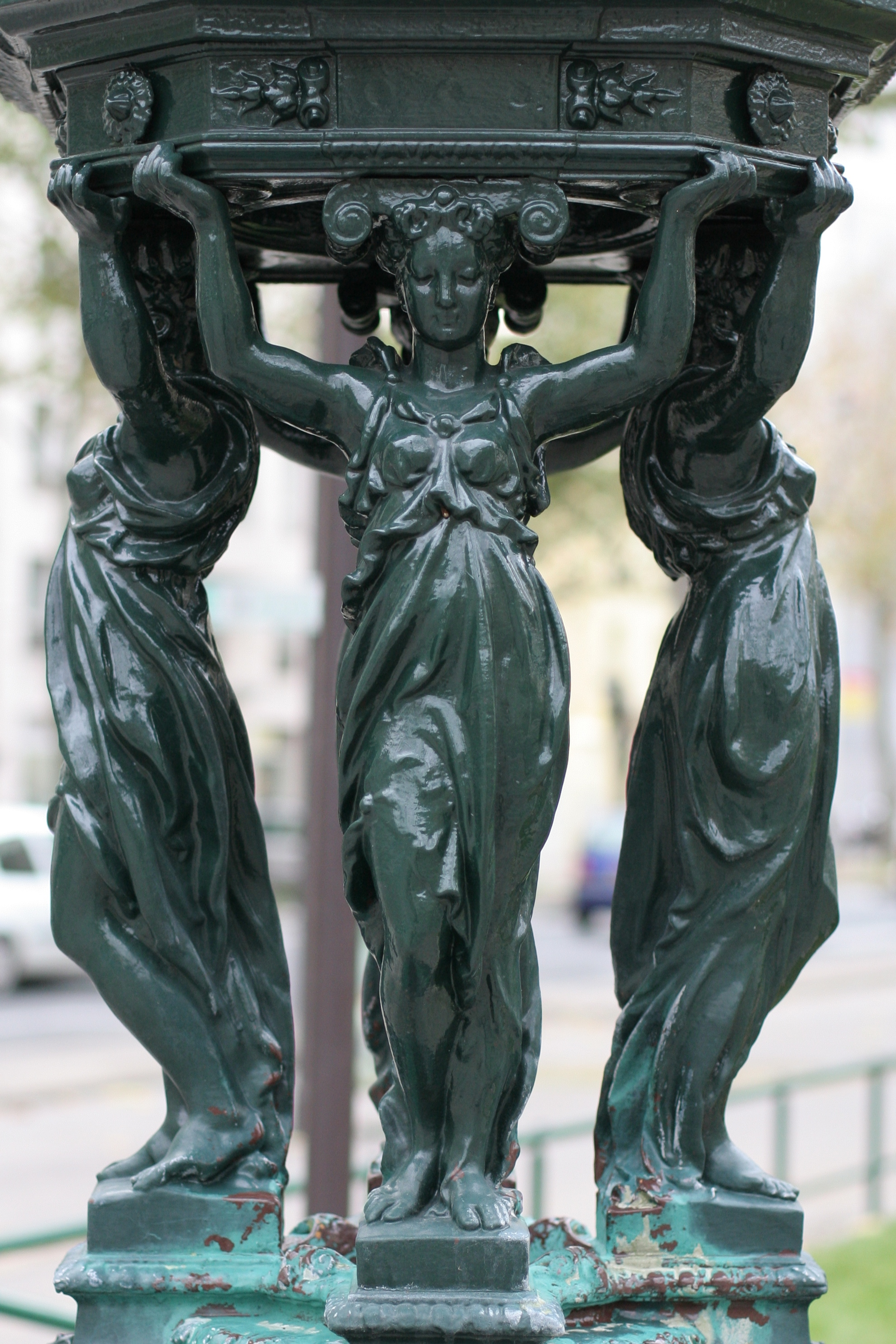
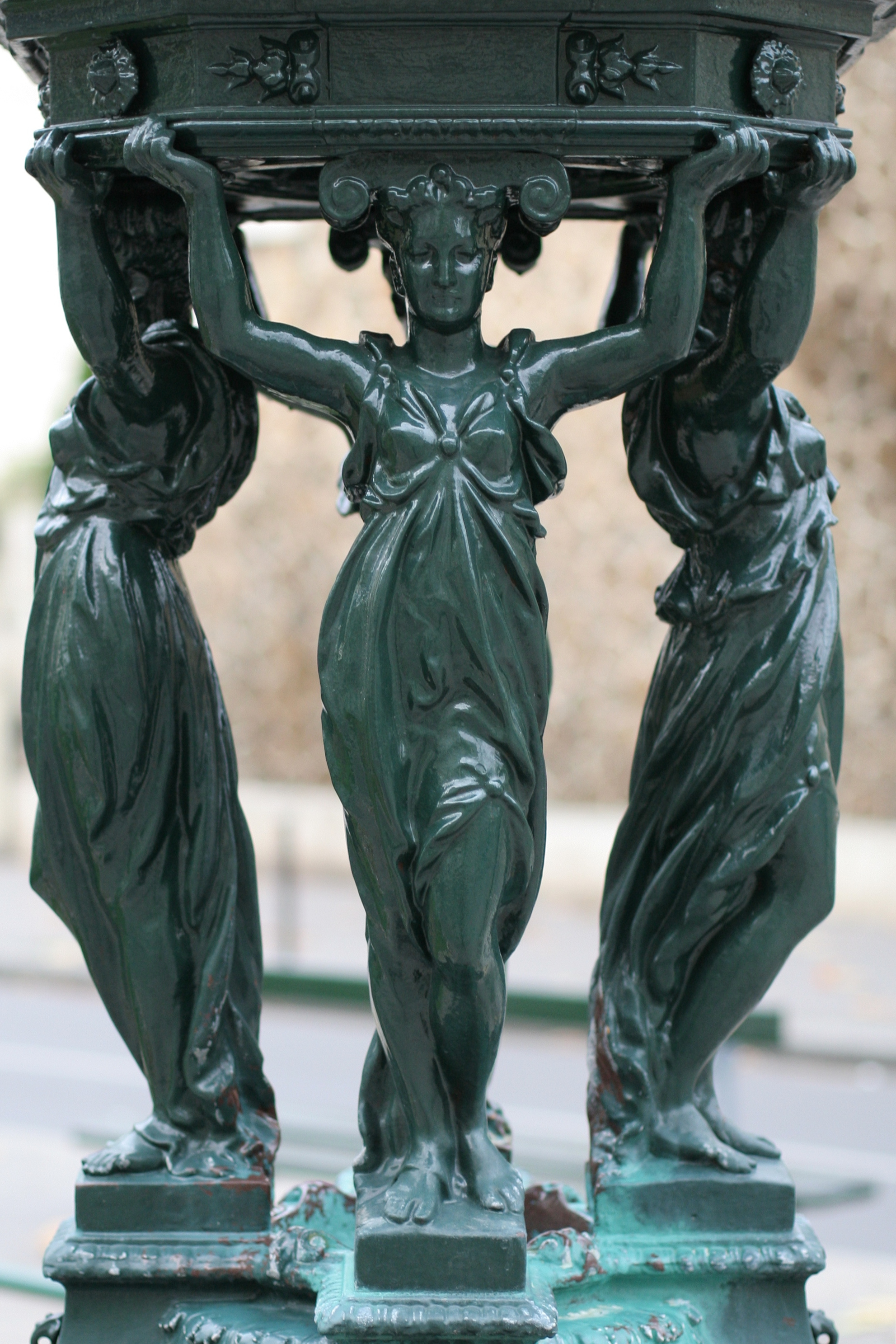

## Œuvres dans les collections publiques
France

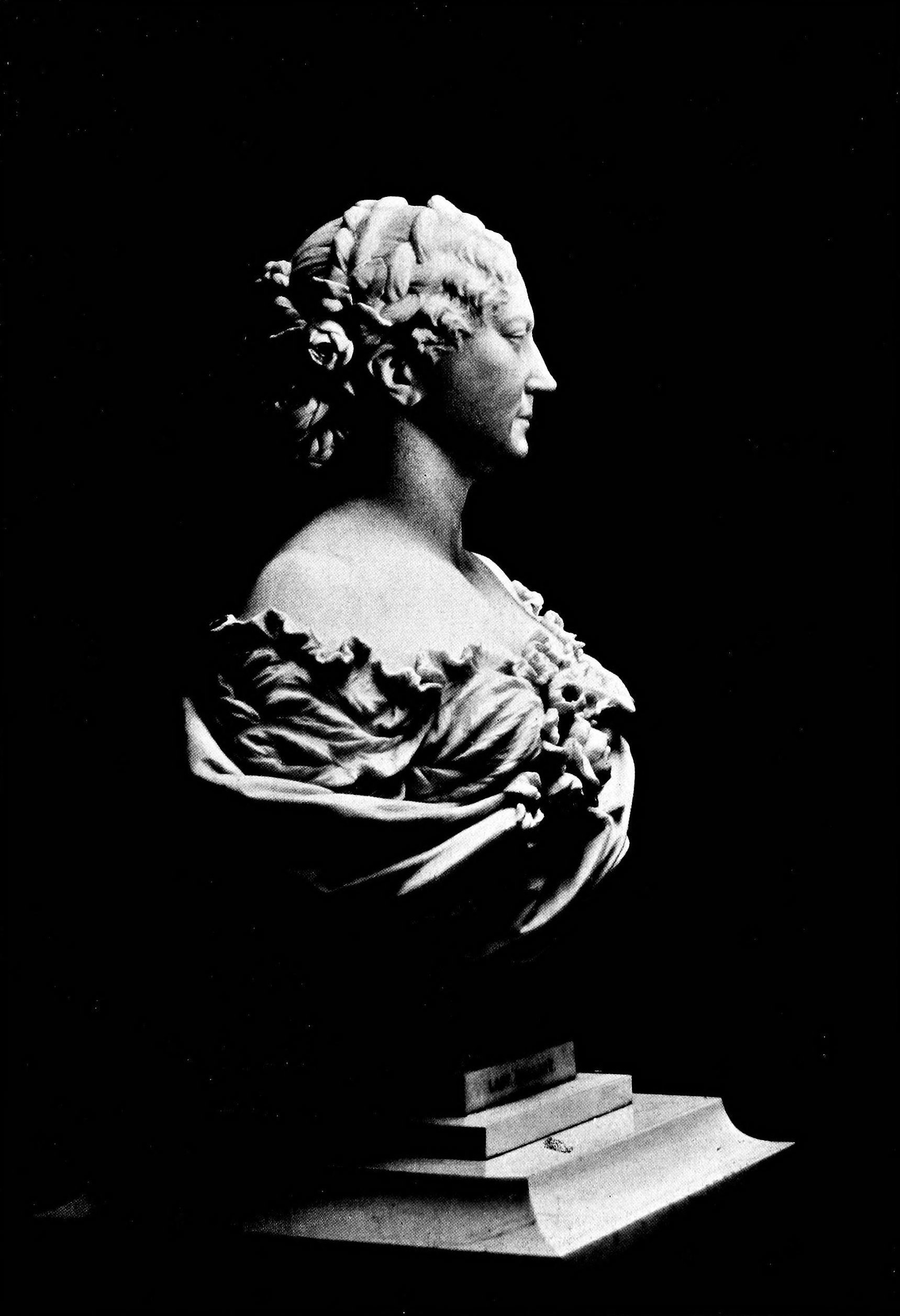
Buste de Mme Wallace (vers 1872), marbre, Londres, Wallace Collection.

- Fontainebleau, château de Fontainebleau, galerie des cerfs : Berger, statue en marbre.
- Nantes :
  - cimetière Miséricorde :
    - Émile Mellinet, 1886, médaillon en bronze ornant la sépulture du général ;
    - plusieurs autres médaillons ornant des pierres tombales.

  - Hôtel-Dieu : Monument à Jacques Gilles Maisonneuve, 1901, buste en bronze, envoyé à la fonte sous le régime de Vichy, dans le cadre de la mobilisation des métaux non ferreux[5].
  - Jardin des plantes :
    - Monument au docteur Écorchard, 1893, buste en bronze, envoyé à la fonte sous le régime de Vichy, dans le cadre de la mobilisation des métaux non ferreux[6] ;
    - plusieurs statues en bronze.

  - Monument aux morts de la guerre de 1870 : Fantassin, 1897, une des figures du piédestal.
  - musée d'Arts : La Prêtresse d'Euleusis, 1874, statue en marbre.
  - place Delorme : Monument au docteur Guépin, 1893, statue en bronze, envoyée à la fonte sous le régime de Vichy, dans le cadre de la mobilisation des métaux non ferreux[7].
  - place des Enfants-Nantais : Monument à Jeanne d'Arc, 1906[8].
  - place Eugène-Livet : Monument à Eugène Livet, 1933, buste en bronze, envoyée à la fonte sous le régime de Vichy, dans le cadre de la mobilisation des métaux non ferreux. Un buste en pierre par Charles Eugène Breton d'après un moulage de l'œuvre de Lebourg le remplace en 1946[9].
- Paris :
  - cimetière du Père-Lachaise : Émile Barrault, 1869, buste en bronze[10].
  - boulevard de Sébastopol, immeuble du no 13 : sculptures ornementales.
  - lycée Jean-Baptiste-Say (Auteuil) : Le Travail, statue en bronze réalisée par la fonderie Thiébaut Frères.
  - rue de Châteaudun, immeuble du no 17 : sculptures ornementales.

Royaume-Uni
- Londres, Wallace Collection : Buste de Mme Wallace, vers 1872, marbre[11].

Œuvres de Charles-Auguste Lebourg
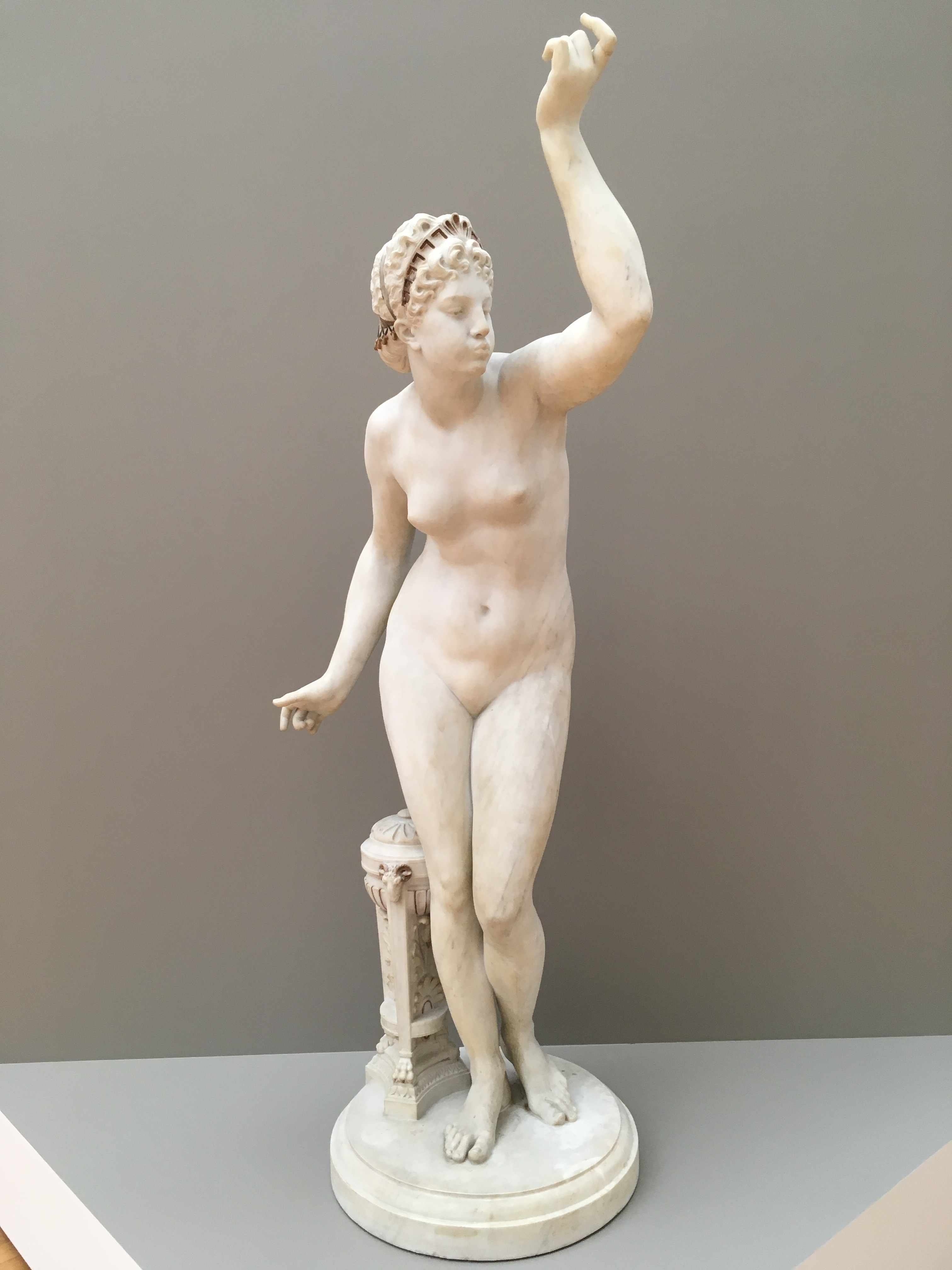
La Prêtresse d'Euleusis (1874), marbre, musée d'Arts de Nantes.
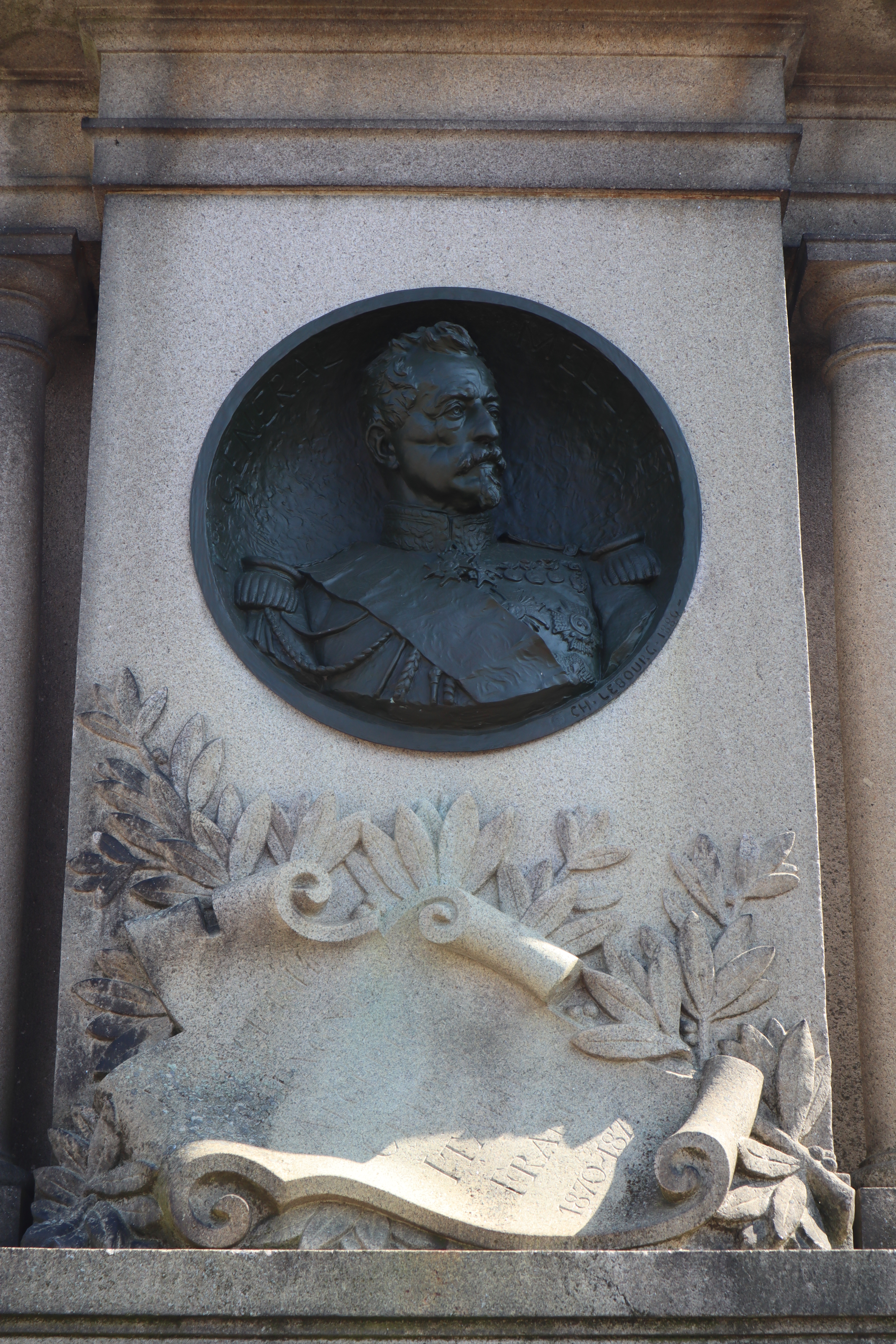
Émile Mellinet (1886), médaillon en bronze ornant la sépulture du général, Nantes, cimetière Miséricorde.
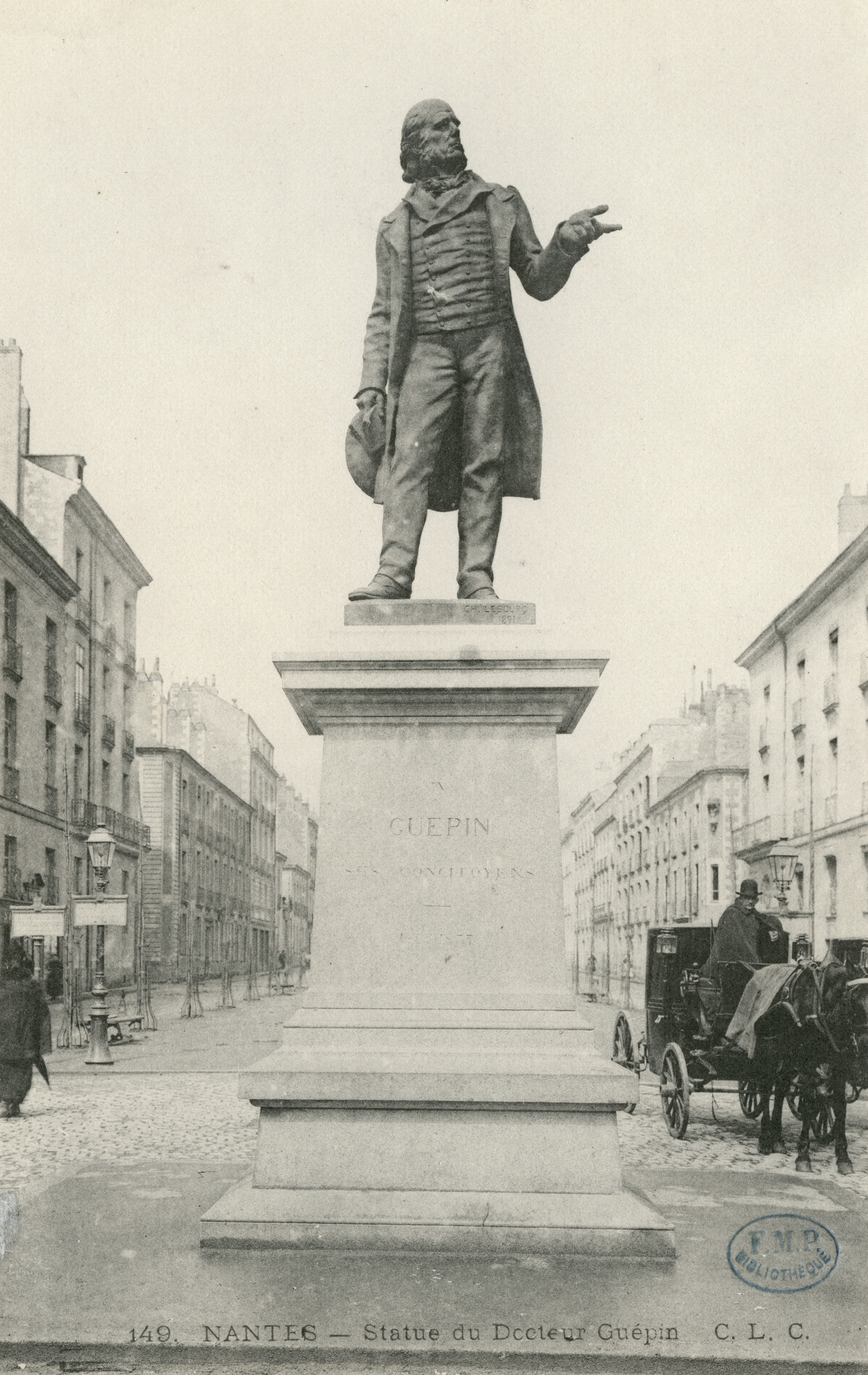
Monument au docteur Guépin (1893), œuvre disparue.
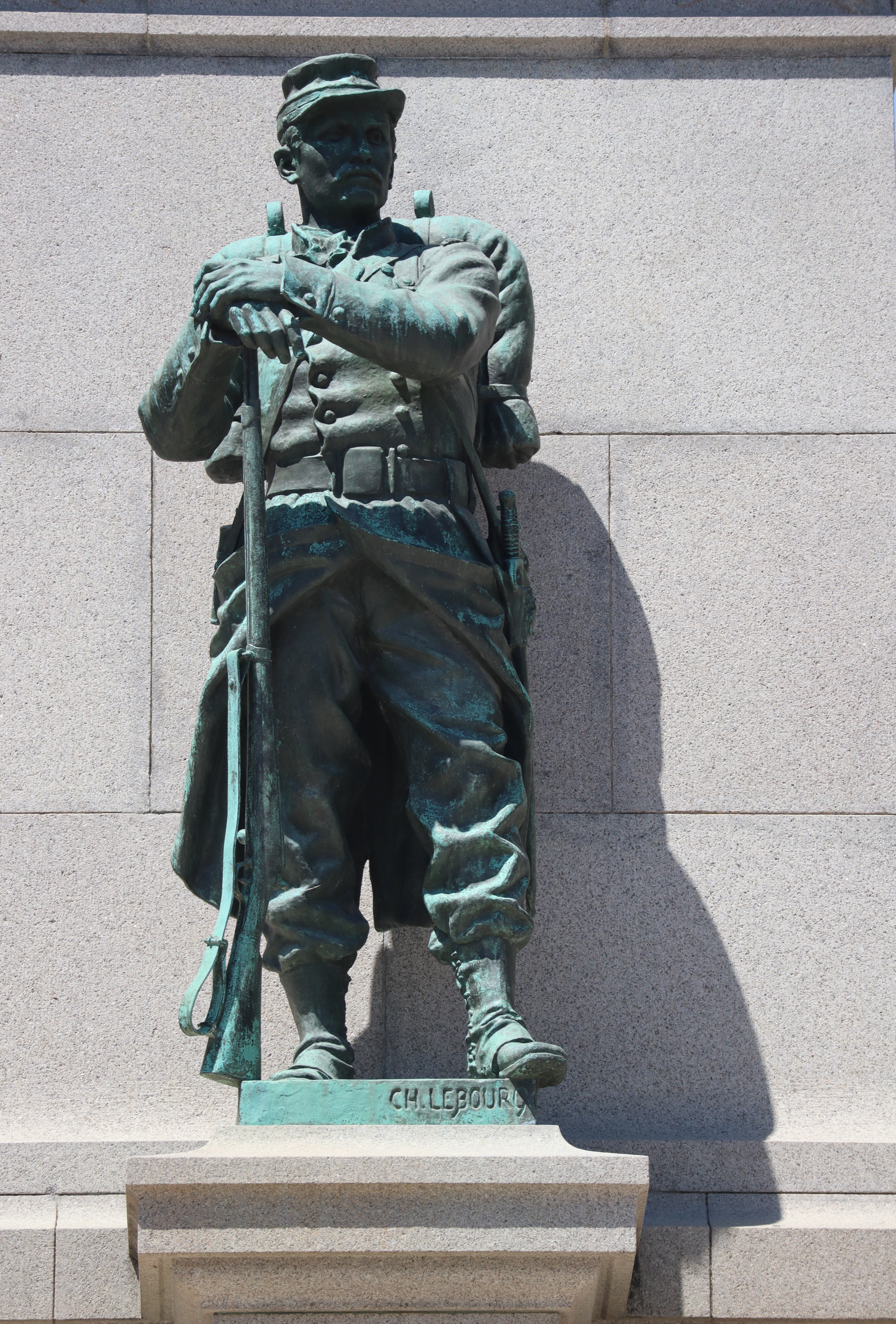
Fantassin du Monument aux morts de la guerre de 1870 (1897), Nantes.
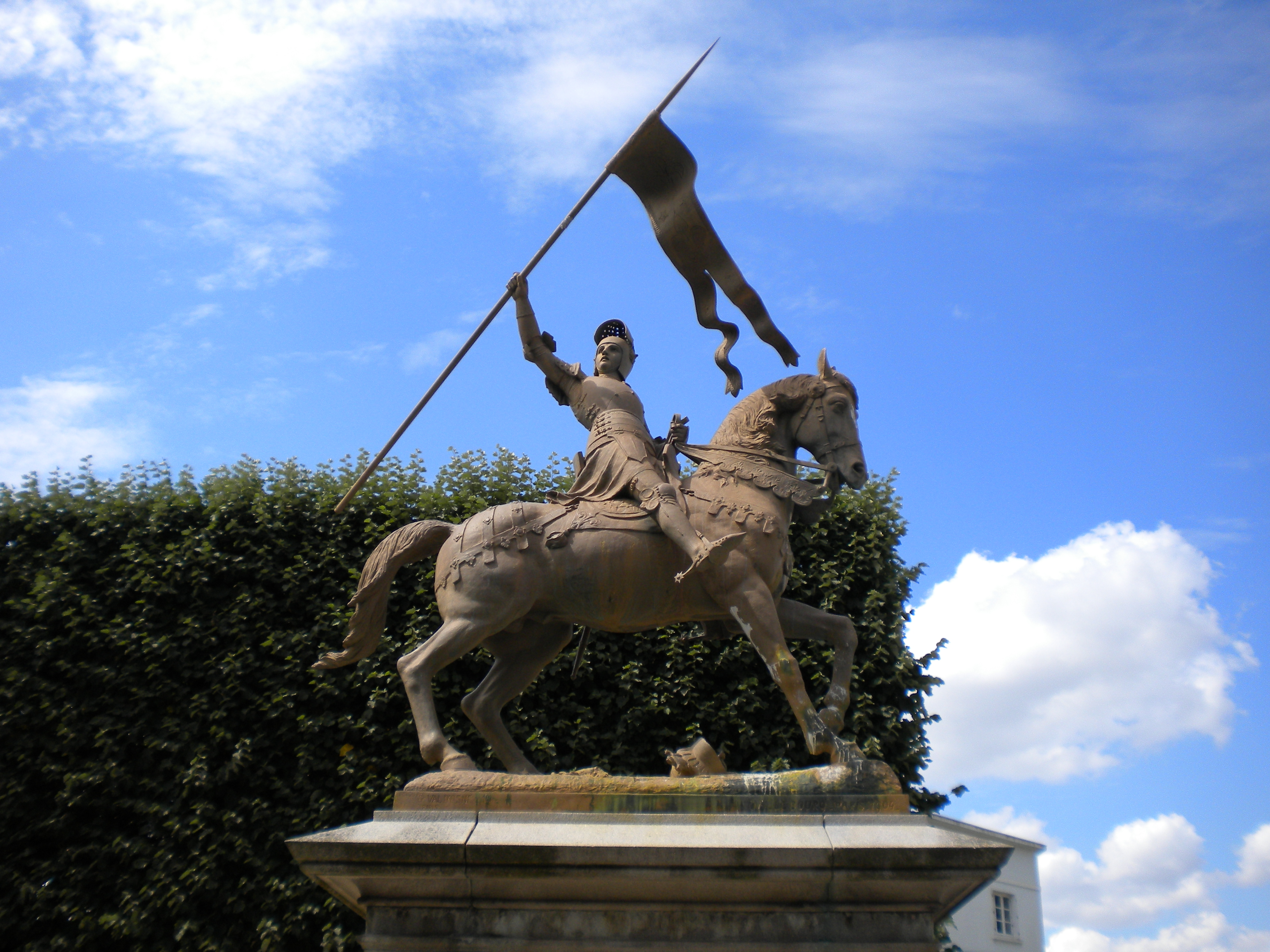
Monument à Jeanne d’Arc (1906), Nantes, place des Enfants-Nantais.

## Fonte d'édition
- La Simplicité, La Bonté, La Sobriété et La Charité, cariatides des fontaines Wallace, 1872, fonderie d'art du Val d'Osne.

## Élèves
- Georges Pécron
- Anatole Marquet Vasselot (1840-1904)

## Hommages
- Une rue et une école de Nantes portent son nom.